# Бенгт Нигольм
Бенгт Нигольм (швед. Bengt Nyholm, нар. 30 січня 1930, Гернесанд) — шведський футболіст, що грав на позиції воротаря за «Норрчепінг» та національну збірну Швеції. Найкращий шведський футболіст 1961 року.

## Клубна кар'єра
У дорослому футболі дебютував 1951 року виступами за команду клубу «Норрчепінг», кольори якої і захищав протягом усієї своєї кар'єри гравця, що тривала сімнадцять років.

## Виступи за збірну
1959 року дебютував в офіційних матчах у складі національної збірної Швеції. Протягом кар'єри у національній команді, яка тривала 6 років, провів у формі головної команди країни 30 матчів.

## Титули і досягнення
- Найкращий шведський футболіст року (1):

1961